# Eumaeus minijas
Eumaeus minijas är en fjärilsart som beskrevs av Jacob Hübner 1809. Eumaeus minijas ingår i släktet Eumaeus och familjen juvelvingar. Inga underarter finns listade i Catalogue of Life.